# Kiryśnik
Kiryśnik – ogólna nazwa ryby sumokształtnej z grupy tzw. sumików pancernych, obejmującej rodziny kirysów, kirysków i zbrojników. Nazwa kiryśnik jest niejednoznaczna i przez różnych autorów inaczej definiowana. W najszerszym znaczeniu oznacza wszystkie sumiki pancerne, nazywane też kiryśnikowatymi lub tylko rodzinę zbrojników. Nazwą kiryśniki określane były też większe od typowych kirysków gatunki z rodziny kiryskowatych (Callichthyidae) zaliczane do rodzajów Callichthys i Hoplosternum oraz wyłonionych z tego drugiego Lepthoplosternum i Megalechis.
W najwęższym znaczeniu pod nazwą kiryśnik opisywane są gatunki:
- kiryśnik czarnoplamy (Megalechis thoracata)
- kiryśnik magdaleński (Lepthoplosternum pectorale)

## Uwaga
Stanisław Rutkowicz w „Encyklopedii ryb morskich” wymienił pod nazwą „kiryśnik” Leptagonus decagonus – skorpenokształtną rybę morską z rodziny lisicowatych, przez innych autorów nazwaną lisicą grenlandzką.